# Севастьянов, Николай Фёдорович
Николай Фёдорович Севастьянов (2 декабря 1896, Белое Озеро, Пермская губерния — 30 июля 1941, Москва) — советский государственный и партийный деятель. Активный участник установления Советской власти. Дивизионный комиссар.

## Биография
Николай Севастьянов родился 2 декабря 1896 года в крестьянской семье в деревне Белое Озеро Шляпниковской волости Кунгурского уезда Пермской губернии, ныне деревня входит в Ординский муниципальный округ Пермского края.
Окончил народную сельскую школу.
С 1915 года по февраль 1918 года — унтер-офицер Русской императорской армии.
В 1918 году вступил в РКП(б), в 1925 году партия переименована в ВКП(б).
С марта по июль 1918 года — волостной военный комиссар в Кунгурском уезде Пермской губернии.
С июля по сентябрь 1918 года — командир партизанского отряда Рабоче-крестьянской Красной армии.
С сентября по ноябрь 1918 года — преподаватель Пермских военно-агитационных курсов РККА
С ноября 1918 года по февраль 1919 года — работник Пермского губоно.
С февраля по август 1919 года — помощник военного комиссара Чистопольской группы РККА.
С августа по ноябрь 1919 года — военный комиссар 38-го стрелкового полка РККА.
С ноября 1919 года по февраль 1920 года — военный комиссар 1-й бригады 5-й стрелковой дивизии РККА.
С февраля по июль 1920 года — в Екатеринбургском губернском политическом отделе.
С июля по декабрь 1920 года — начальник Красноуфимского городского политического отдела.
С декабря 1920 года по февраль 1921 года — военный комиссар Красноуфимского уезда.
С февраля 1921 года по январь 1922 года — заведующий Красноуфимским УОНО.
С января по июнь 1922 года — инструктор Ирбитского укома РКП(б).
Делегат XI съезда РКП(б) (март 1922 года).
С июня по декабрь 1922 года — ответственный секретарь Ирбитского укома РКП(б).
С декабря 1922 года по ноябрь 1923 года — заместитель заворга Екатеринбургского губкома РКП(б).
С декабря 1923 года по апрель 1924 года — ответственный секретарь Шадринского окружкома РКП(б).
С апреля по декабрь 1924 года — заворг Шадринского окружкома РКП(б).
С декабря 1924 года по октябрь 1925 года — заворг Свердловского окружкома ВКП(б).
С ноября 1925 года по август 1927 года — ответственный секретарь Тагильского окружкома ВКП(б).
С сентября 1927 года по март 1928 года — ответственный секретарь Пермского окружкома ВКП(б).
С марта 1928 года по 1929 год — ответственный секретарь Свердловского окружкома ВКП(б).
С августа 1929 года по январь 1930 года — ответственный секретарь Владикавказского окружного комитета ВКП(б).
С февраля по май 1930 года — ответственный секретарь Областного комитета ВКП(б) Кабардино-Балкарской автономной области.
С 1930 года — в ОГПУ при СНК СССР. Служил в войсках погранохраны Среднеазиатского пограничного округа (город Ташкент). Затем, до 1934 года — начальник Политического отдела Управления пограничной охраны Полномочного представительства ОГПУ по Северо-Кавказскому краю (город Ростов-на-Дону).
Делегат XVII съезда ВКП(б) (январь 1934 года).
С января 1934 года — в Азово-Черноморском краевом комитете ВКП(б).
С 28 января 1935 года по 16 мая 1939 года — начальник Политического отдела Управления пограничной и внутренней охраны Управления НКВД по Ленинградской области, с 19 марта 1936 года — бригадный комиссар. Приказом НКВД СССР № 843 от 8 апреля 1938 года присвоено воинское звание дивизионный комиссар. 16 мая 1939 года уволен в связи с арестом.
5 мая 1939 года арестован в г. Ленинграде. Находился в Лефортовской тюрьме.
8 июля 1941 года приговорен к расстрелу с конфискацией имущества по статьям 58-1 «б» и 58-11 УК РСФСР. В обвинительном заключении написано: «Участник антисоветского заговора в войсках НКВД, в который был завербован в 1935 году бывшим начальником Политотдела ГУПВО НКВД СССР Рошалем Л. Б. (осужден к ВМН). Как участник антисоветской организации проводил вредительство, направленное на ослабление боевой и политической подготовки войск НКВД. В 1921 году голосовал за троцкистскую резолюцию».
Николай Фёдорович Севастьянов расстрелян 30 июля 1941 года в городе Москве.
В январе 1957 года был посмертно реабилитирован.

## Семья
- Вторая жена — Фелицата Ивановна (1898, п. Суксун —?), работала учителем, 09.02.1943 была арестована и сослана в Новосибирскую область на 5 лет, дальнейшая судьба неизвестна
  - Дочь от первого брака Клавдия, узнав об аресте отца, срочно покинула  г. Ленинград и уехала в д. Белое Озеро, жила в с. Орда), после окончания Тобольского института работала учителем в Шляпниковской, а затем и в Ординской средней школах.
  - Дочь Роза (судьба неизвестна).

## Награды
- Орден Красной Звезды, 14 февраля 1936 года.
- Юбилейная медаль «XX лет Рабоче-Крестьянской Красной Армии», 1938 год.